# 巴黎地鐵9號線
巴黎地铁9号线（法語：Ligne 9 du métro de Paris）為法國巴黎地铁路网之一，于1922年通车。本线自巴黎右岸西南近郊的塞夫尔桥起，往东北穿过巴黎右岸西部十六区后转往东边，经过市中心前往共和广场后转往东南，最终讫于东郊的蒙特勒伊镇。

## 历史

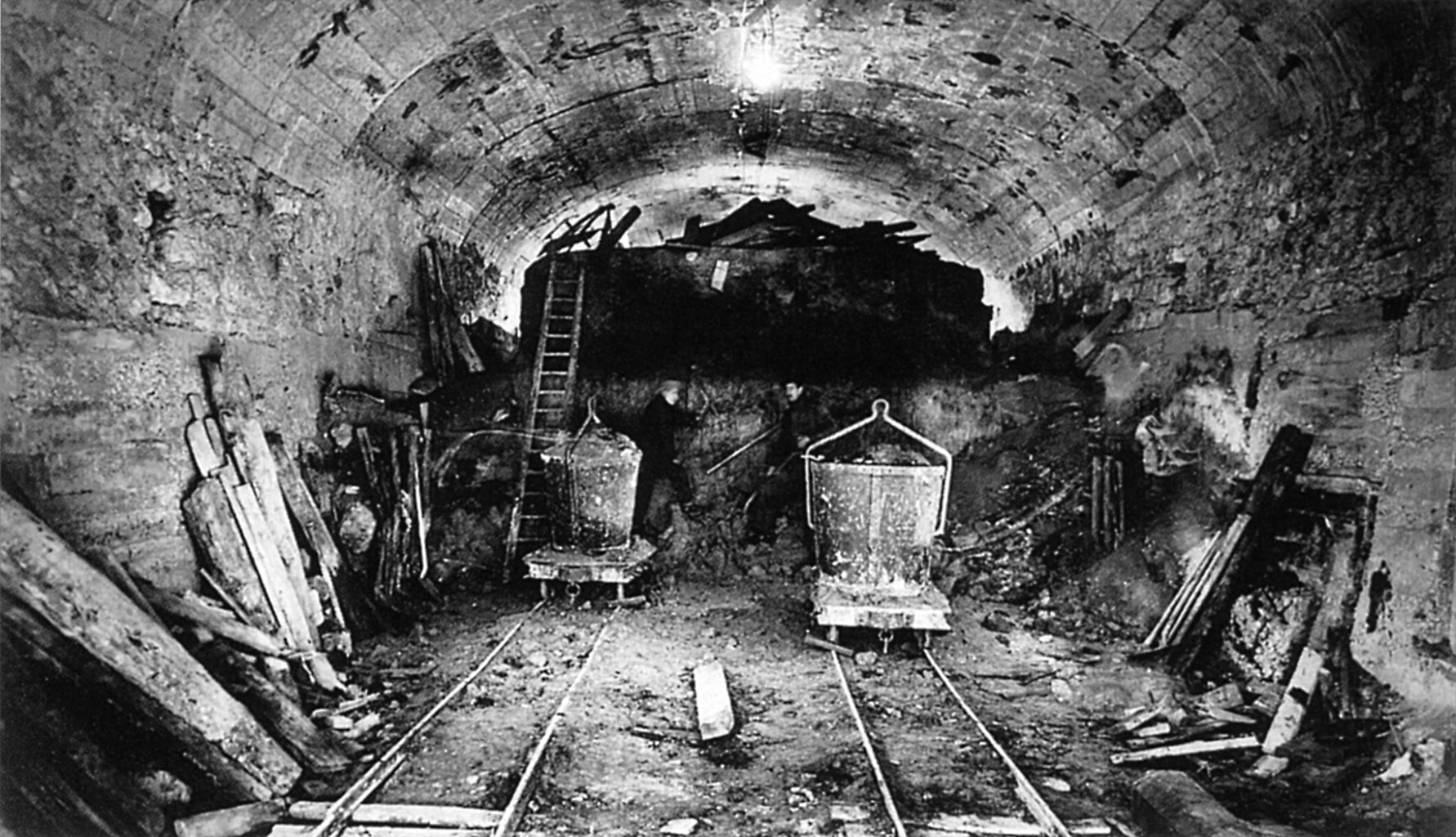
9号线的施工工地

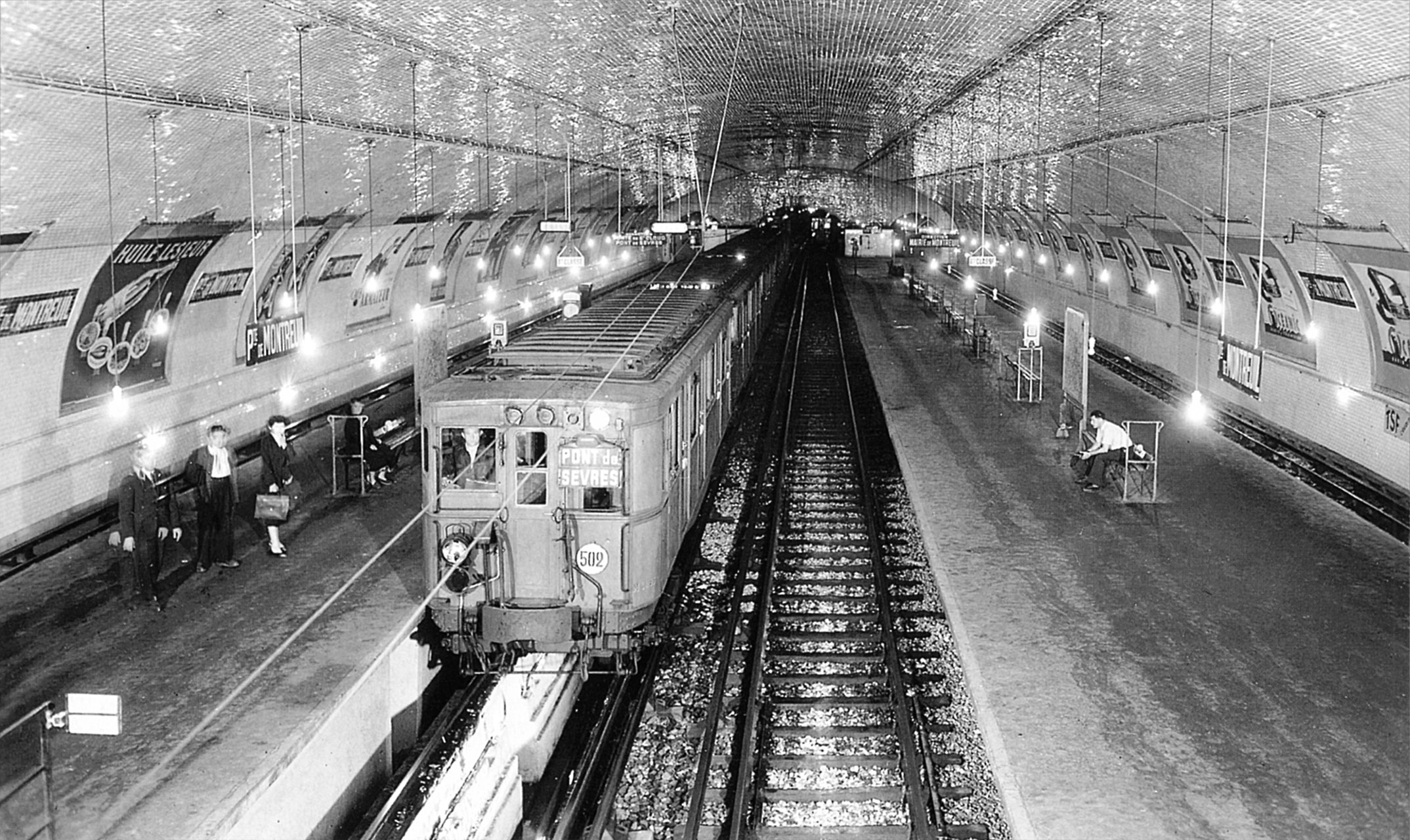
1930年代的蒙特勒伊站

9号线并不是巴黎地铁一期路网规划中的线路。最初这条线路只是作为当时2号南线（现时6号线）的一条分支前往巴黎右岸的西南部作为巴黎地铁一期路网初步完成后互补路网的一部分，目的是让整个巴黎市区都被地铁网覆盖。不过直到1909年该项目才向公众宣布，但次年当局将该分支独立为一条新线。1911年线路动工兴建，但受到一战的影响进展比较缓慢。而西端终点也几经选择，甚至遇到了电车公司的竞争力威胁和军事部门的介入，到1919年才最终拍板。
- 1922年11月8日，埃克赛蒙站和托卡德罗站之间的路段建成通车，次年5月27日，线路向北延长至圣奥古斯丁站，6月3日又延长至拉法耶特站。北延段遇到了含水层等众多地质问题，并一度引起塌方事故。不过9号线却是巴黎当时第一条配备线路信号自动化的地铁线，并且在面对电车公司竞争的时候，运营商城铁公司（法语：Compagnie du chemin de fer métropolitain de Paris）通过对车站进行细致入微的装饰来获得乘客的青睐。9月23日，西端终点站圣克卢门站也竣工通车。
- 1924年，9号线东延段开始施工，这段线路由于受到征地面积过小和地形复杂的影响，当局决定让其与8号线上下并行。1928年6月30日，线路先向东延长一站至黎塞留-杜罗站,与8号线对接。考虑到未来的交通流量，该站的月台长度达105米。随后9号线按预定的延长方案向东延伸，路轨中央加设了隔离柱以进行加固。
- 1933年12月10日，完成共线路段后，线路在原有的基础上再向东延伸至蒙特勒伊门。
- 1930年代，巴黎地铁路网开始向近郊延伸，首当其冲的便是9号线。1934年2月3日，线路向西延伸2公里多至塞夫尔桥。1937年10月14日，线路向东延伸2.57公里至蒙特勒伊镇。此后线路不再有大的改动。

## 车站列表

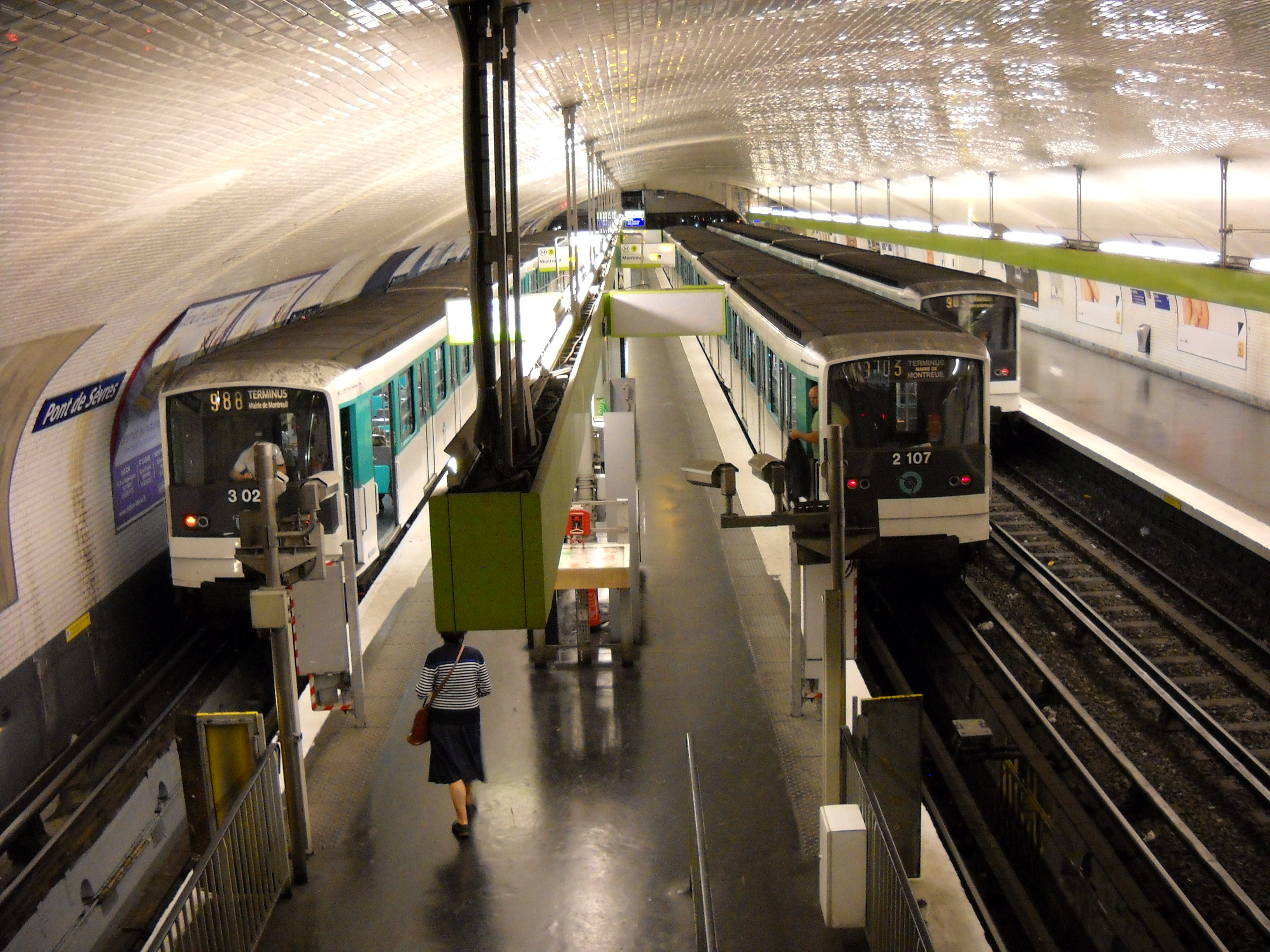
塞夫尔桥站

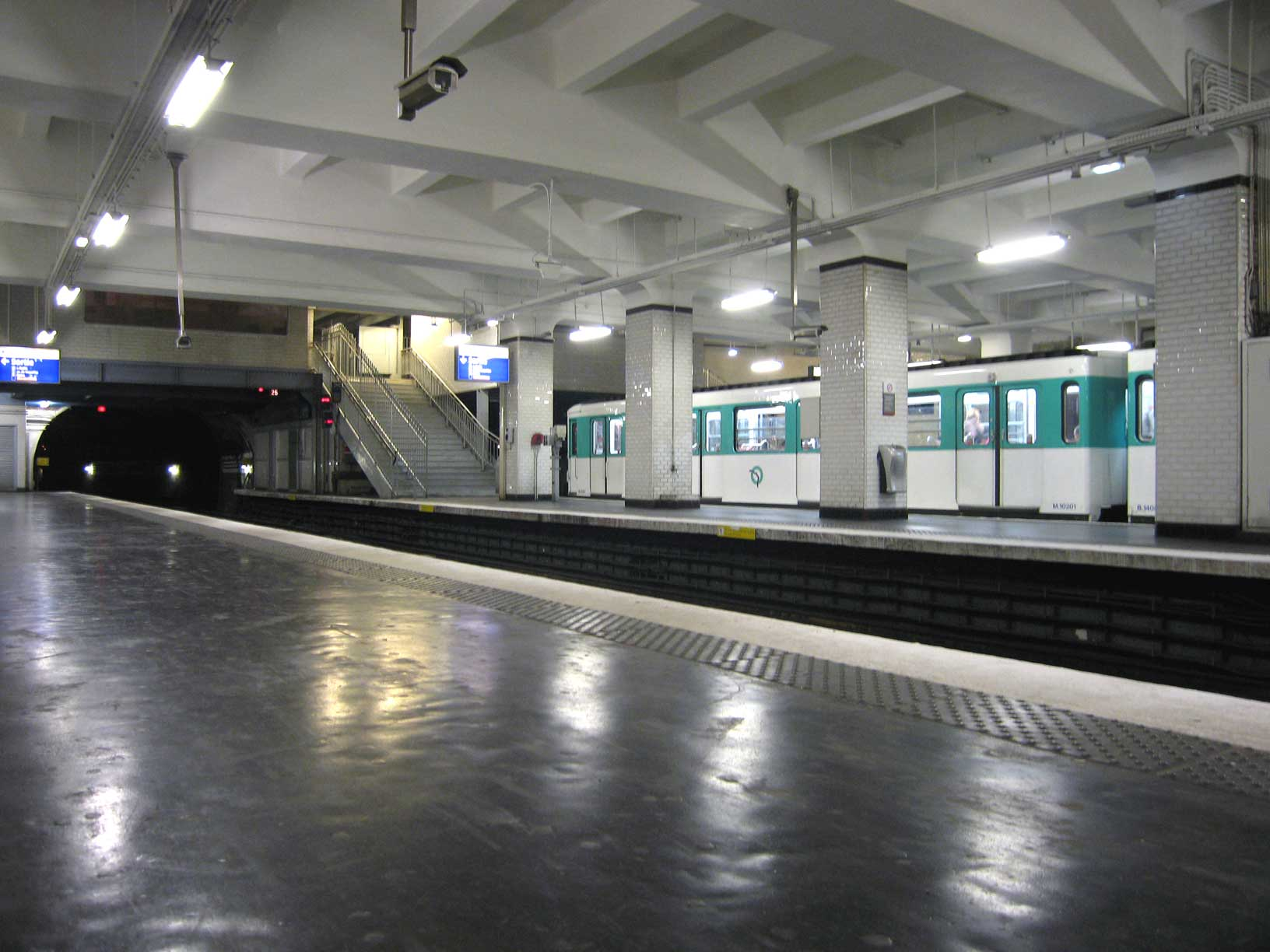
圣克卢门站

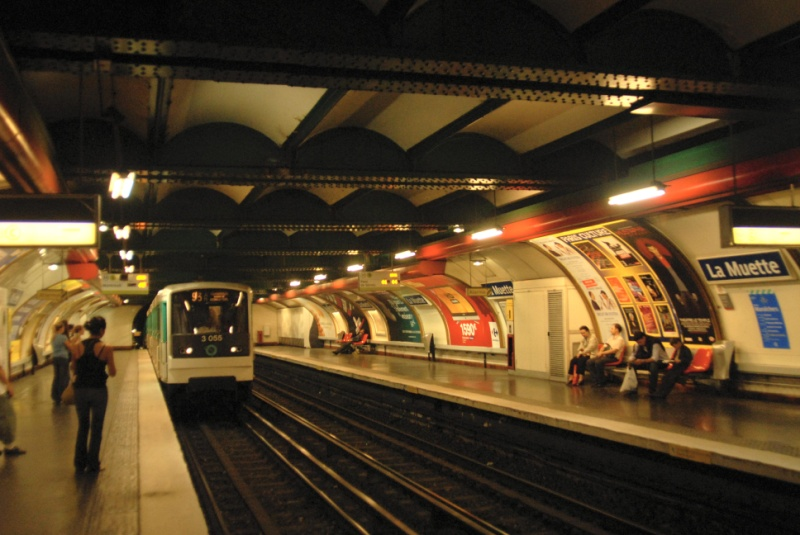
犬舍站

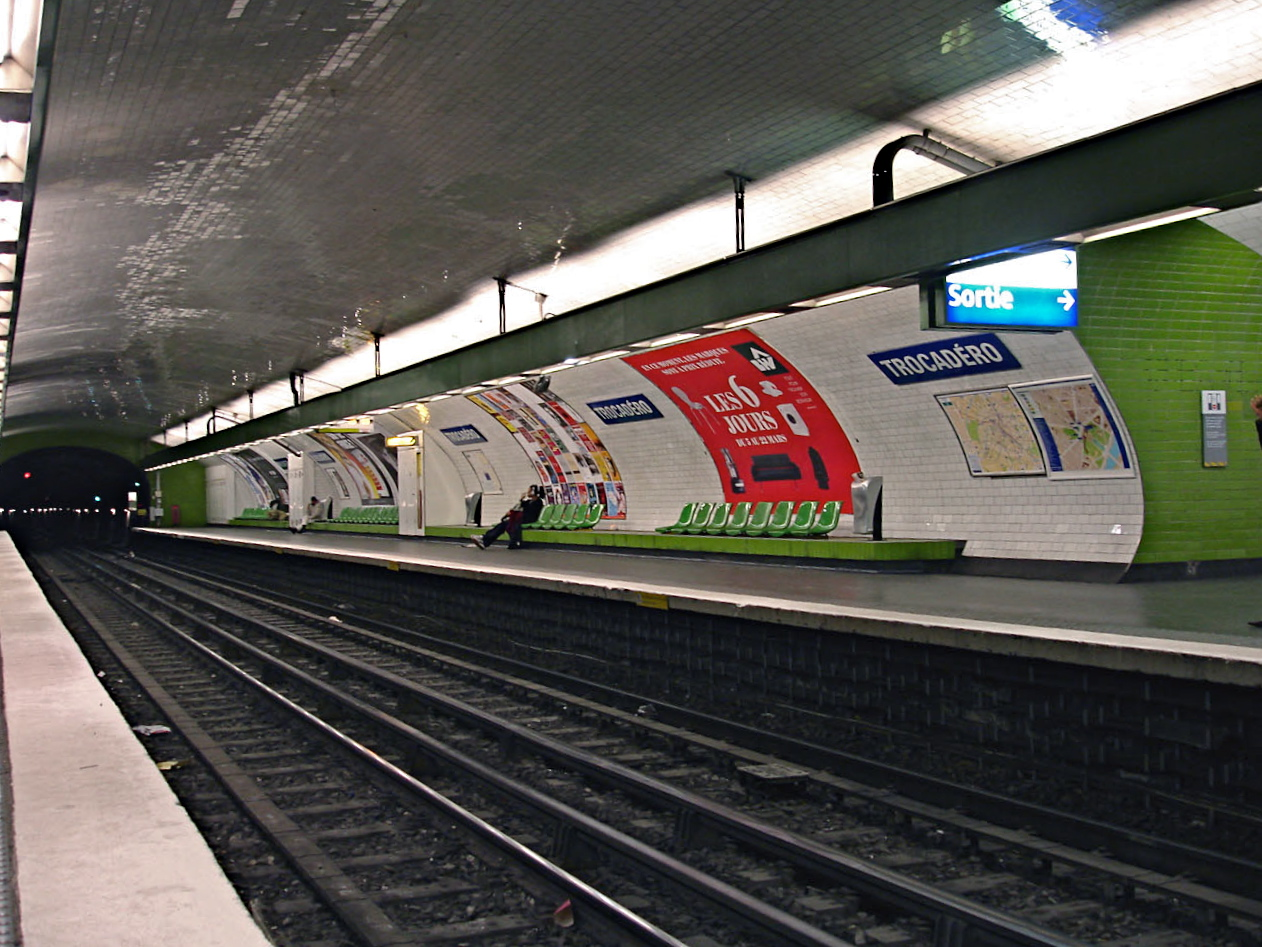
托卡德罗站

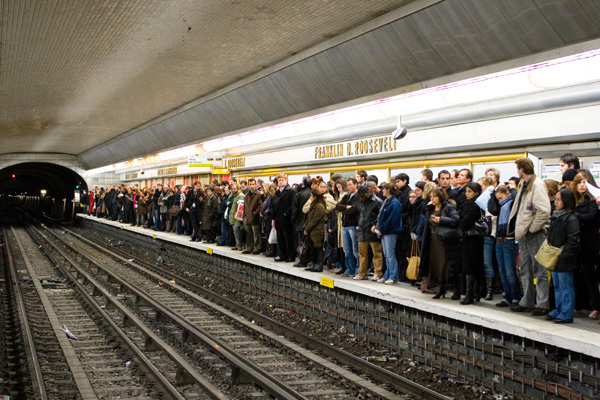
富兰克林·D·罗斯福站

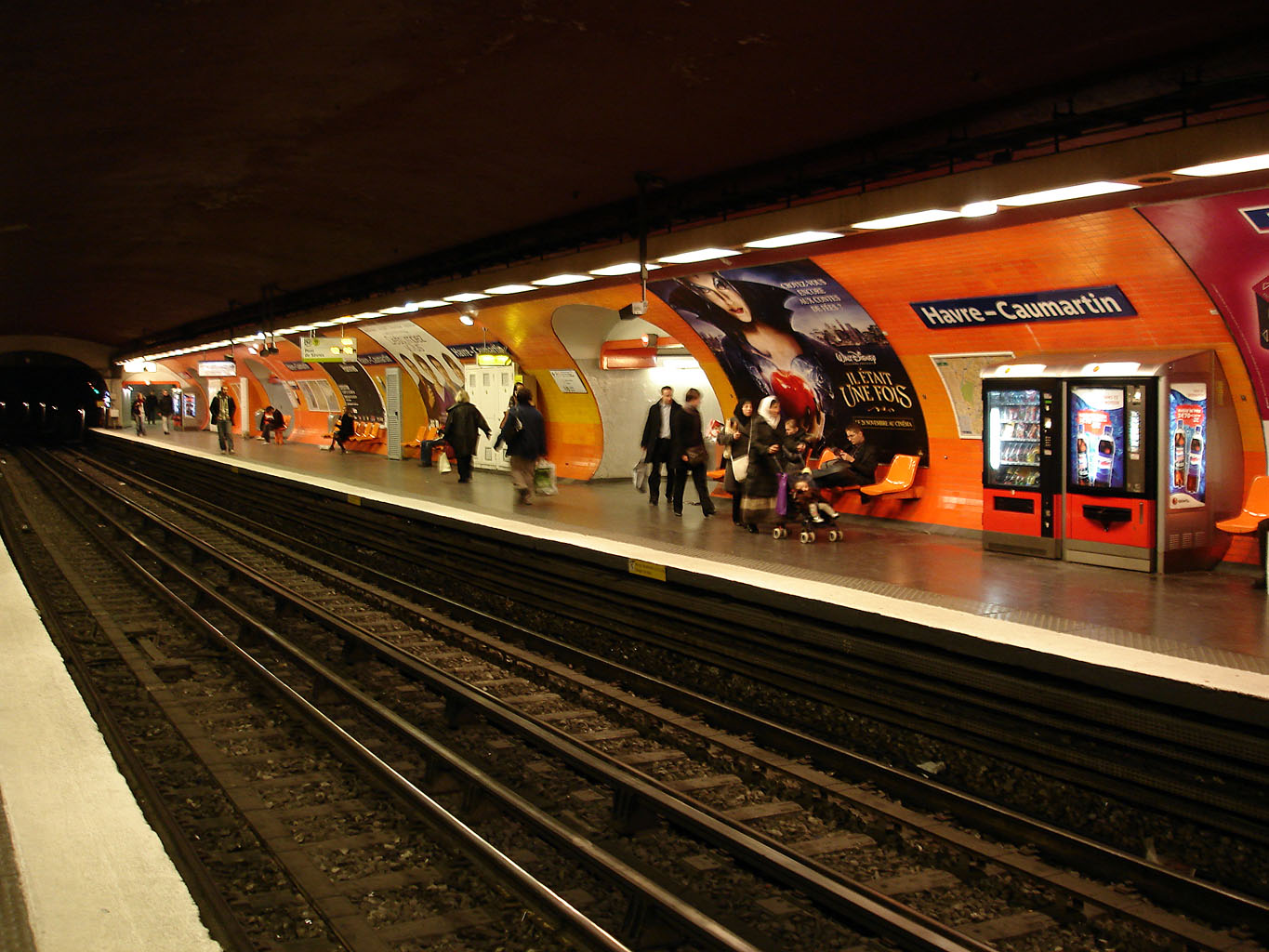
阿夫尔-科马丹站

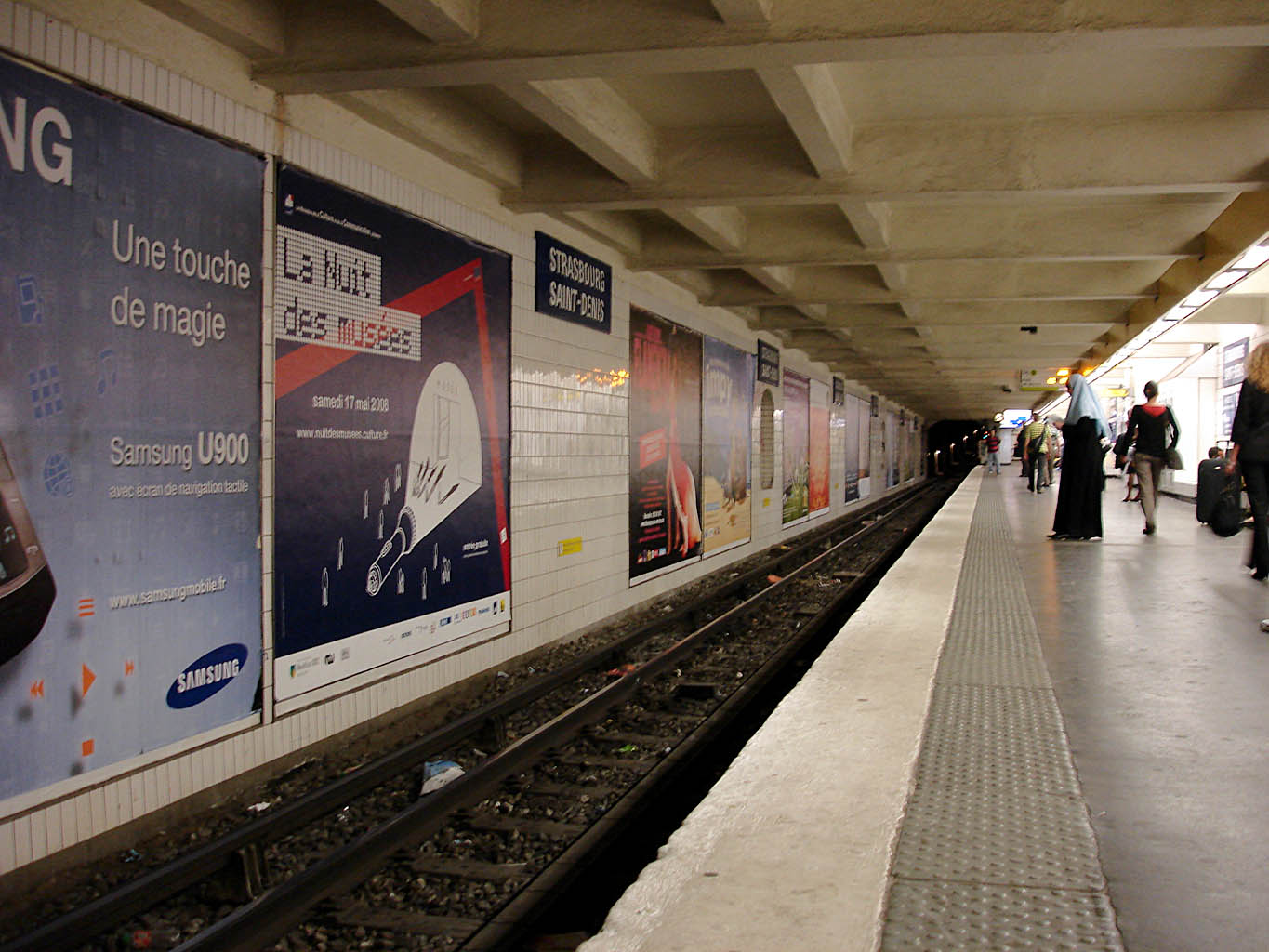
斯特拉斯堡-圣德尼站

全線都無法無障礙通行。
| 中文站名           | 法文站名 | 轉乘路線                            | 所在地        | 所在地          |
| ------------------ | -------- | ----------------------------------- | ------------- | --------------- |
| 塞夫爾橋           |          | （塞夫爾博物館，出站轉乘）          | 上塞納省      | 布洛涅比揚古    |
| 比揚古             |          |                                     | 上塞納省      | 布洛涅比揚古    |
| 馬塞爾·松巴        |          |                                     | 上塞納省      | 布洛涅比揚古    |
| 聖克盧門           |          |                                     | 巴黎          | 16區            |
| 埃克賽蒙           |          |                                     | 巴黎          | 16區            |
| 米歇爾-安熱-莫利托 |          | （往奧斯特里茨站）                  | 巴黎          | 16區            |
| 米歇爾-安熱-奧特伊 |          | （往布洛涅）                        | 巴黎          | 16區            |
| 雅斯門             |          |                                     | 巴黎          | 16區            |
| 拉內爾拉格         |          |                                     | 巴黎          | 16區            |
| 犬舍               |          | （布蘭維埃）                        | 巴黎          | 16區            |
| 水泵路             |          |                                     | 巴黎          | 16區            |
| 托卡德羅           |          | (M) · (6)                           | 巴黎          | 16區            |
| 耶拿               |          |                                     | 巴黎          | 16區            |
| 阿爾瑪-瑪索        |          | （阿爾瑪橋，出站轉乘）              | 巴黎          | 8區             |
| 富蘭克林·D·羅斯福  |          | (M) · (1)                           | 巴黎          | 8區             |
| 聖菲利普盧勒       |          |                                     | 巴黎          | 8區             |
| 米羅梅尼爾         |          | (M) · (13)                          | 巴黎          | 8區             |
| 聖奧古斯丁         |          |                                     | 巴黎          | 8區             |
| 阿夫爾-科馬丹      |          | （歐貝） （奧斯曼-聖拉扎爾）        | 巴黎          | 9區             |
| 紹塞·昂坦-拉法葉   |          | (M) · (7)                           | 巴黎          | 9區             |
| 黎塞留-杜羅        |          | (M) · (8)                           | 巴黎          | 2區、9區        |
| 格蘭大道           |          | (M) · (8)                           | 巴黎          | 2區、9區        |
| 佳音               |          | (M) · (8)                           | 巴黎          | 2區、9區、10區  |
| 斯特拉斯堡-聖但尼  |          | (M) · (4) · (8)                     | 巴黎          | 2區、3區、10區  |
| 共和               |          | (M) · (3) · (5) · (8) · (11)        | 巴黎          | 3區、10區、11區 |
| 奧貝坎普           |          | (M) · (5)                           | 巴黎          | 11區            |
| 聖昂布瓦斯         |          |                                     | 巴黎          | 11區            |
| 伏爾泰             |          |                                     | 巴黎          | 11區            |
| 沙隆               |          |                                     | 巴黎          | 11區            |
| 鐵球路             |          |                                     | 巴黎          | 11區            |
| 民族               |          | (M) · (1) · (2) · (6) · (RER) · (A) | 巴黎          | 11區、12區      |
| 布松瓦爾           |          |                                     | 巴黎          | 20區            |
| 菜農               |          |                                     | 巴黎          | 20區            |
| 蒙特勒伊門         |          | (T) · (3b)                          | 巴黎          | 20區            |
| 羅伯斯庇爾         |          |                                     | 塞納-聖但尼省 | 蒙特勒伊        |
| 沙佛十字路         |          |                                     | 塞納-聖但尼省 | 蒙特勒伊        |
| 蒙特勒伊市政府     |          |                                     | 塞納-聖但尼省 | 蒙特勒伊        |

### 车站设施
9号线全线位于地底。绝大多数车站设有两个侧式月台，右上左下。唯独终点站塞夫尔桥站设有一岛一侧混合式月台，供列车调头返回、存放或回场之用。两个老终点站--圣克卢门站和蒙特勒伊门站则分别设置了两岛一侧和双岛式月台。圣克卢门站的一条路轨可通达10号线的奥特伊车厂。
全线车站都设有自动售票机、咨询处及列车即时资讯显示器，部分车站设有残障人士设施和升降机。

### 车站曾用名
- 富兰克林·D·罗斯福站经过两次改名：1942年10月6日由"马波夫"改名"马波夫-香榭丽舍环岛"，1946年10月30日后改用现名。
- 格兰大道站在1998年9月1日前叫做"蒙马特路站"。
- 铁球路站在1998年9月1日前叫做"铁球路-蒙特勒伊路站"。

### 车站特色

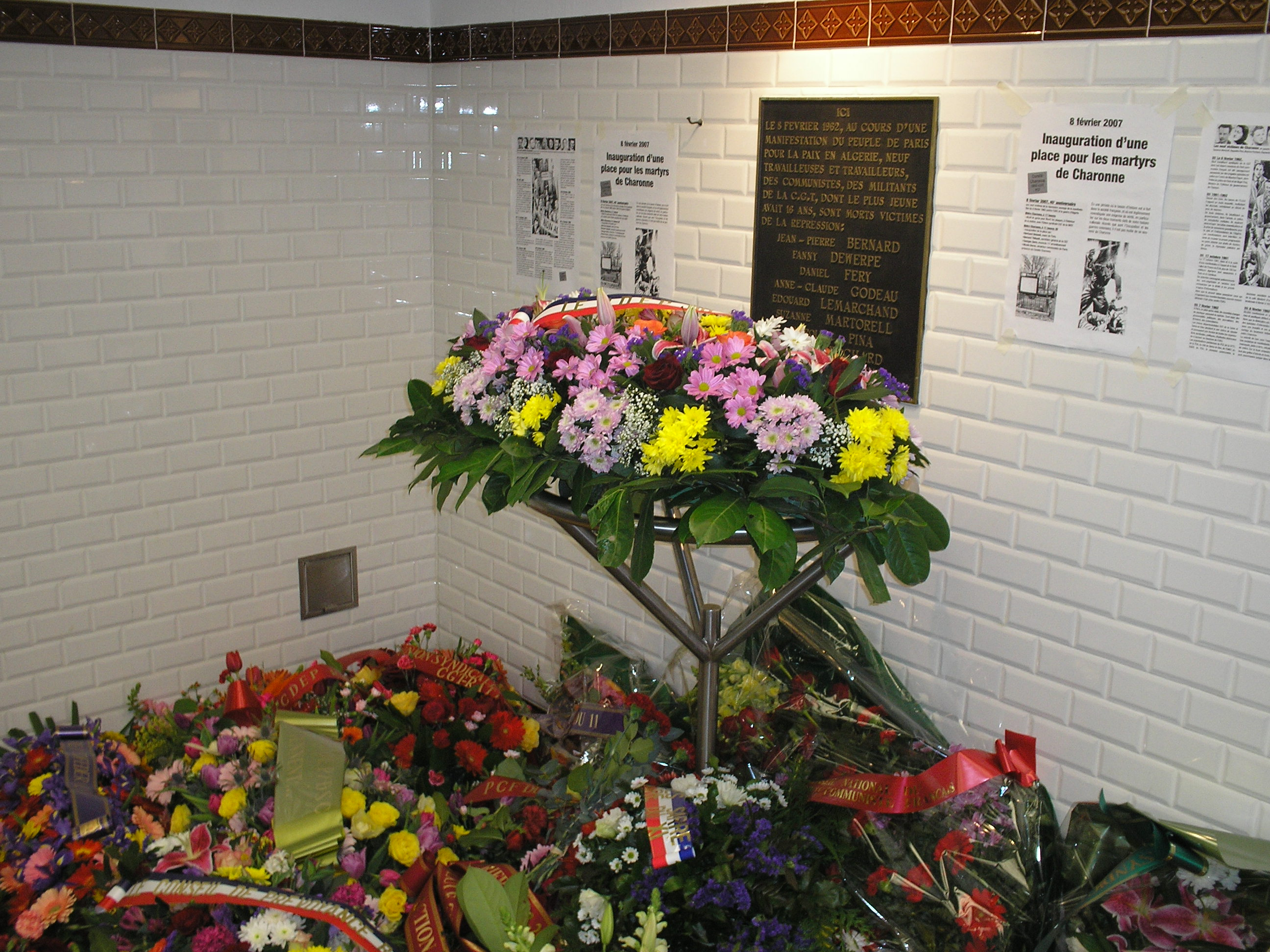
沙隆站的纪念牌匾

- 富兰克林·D·罗斯福站的装饰经过调整，采用窗花装饰，与传统的巴黎地铁站特色大相径庭，至今仍保留下来。
- 拉法耶特站的展厅穹顶有470平方米的壁画，用以纪念法国大革命200周年。
- 黎塞留-杜罗站站内有死亡者纪念碑，纪念着一战和二战时期为法国献身的铁路工人。
- 佳音站在巴黎地铁百年华诞时用"电影院"的主题进行重新装饰，站名书写和好莱坞的风格相近。
- 沙隆站展示着一块牌匾，以纪念1962年2月8日发生的阿尔及利亚战争和平示威游行（法语：Affaire de la station de métro Charonne），此示威游行造成9人丧生，每年的这个纪念日都会有联合会或左派政党来此地献上一束鲜花。
- 圣马丹站（法语：Saint-Martin (métro de Paris)）（在共和广场站西边）为幽灵车站，自1939年9月2日后停止使用。

## 使用车型
最初9号线使用3节的斯普拉格-汤普森列车，但开通的第二年随线路延伸即增加到4节列车。到1980年代初，开始被5节的MF 67列车替代，而最后一辆斯普拉格列车于1983年4月16日在9号线退役。
2013年10月21日起，9号线开始更换上新的MF 01列车，原有的MF 67则陆续转给10号线和12号线。

## 使用状况
9号线是巴黎地铁系统中一条繁忙的线路，其客流量达到1号线的2/3。从1992年到2004年，该线路的客流量稍微增长了0.7%。
| 年份              | 1992  | 1993  | 1994  | 1995 | 1996  | 1997  | 1998  | 1999  | 2000  | 2001  | 2002  | 2003  | 2004  |
| 客流量 （百万人） | 115,4 | 111,4 | 110,6 | 97,8 | 103,3 | 104,2 | 106,0 | 105,9 | 109,4 | 113,5 | 112,6 | 110,6 | 116,2 |

有几个车站的客流量高于其他站点：
- 共和广场站1514万人。
- 富兰克林·D·罗斯福站1219万人。
- 斯特拉斯堡-圣德尼站876万。

## 未来计划

### 列车更新
2013年10月21日起，9号线开始更换上新的MF 01列车，原有的MF 67则陆续转给10号线和12号线。列车更新预计于2016年完成。

### 东延段
法兰西岛规划办（SDRIF）提出将9号线向东延伸两站至桃子墙的计划，已于2008年9月25日由法兰西岛委员会商议并通过，並将在2014-2020年之间完成。该延长线将和计划中向南延长的巴黎路面电车1号线进行对接。

### 西延段
2008年开始，布洛涅的镇长候选人和国家秘书提出希望9号线能向西延长，以改善塞冈岛和比扬古桥地带的交通服务状况。然而最终法兰西岛运输联合会（STIF）认为即将建造的默东-布洛涅-圣克卢路面电车即可满足需要，不必再花高价来把地铁线路搞复杂。

## 周边主要旅游景点

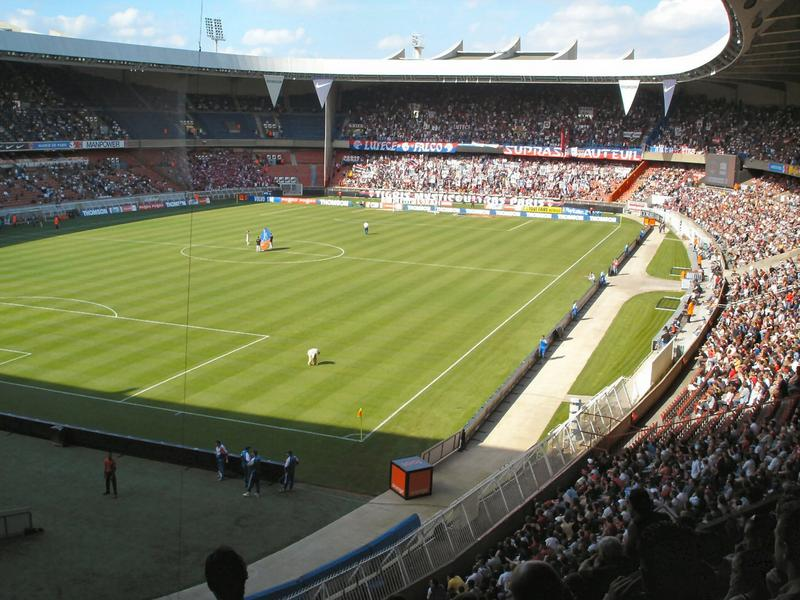
王子公园体育场

- 王子公园体育场
- 夏乐宫
- 香榭丽舍大街
- 拉法耶特商场